# Крис Норман
Кристофер Ворд Норман (енгл. Christopher Ward Norman; Редкар, 25. октобар 1950) енглески је кантаутор. Био је главни вокал групе Smokie, глам рок група из Бредфорда која се прославила током 1970-их.
Норман је добио своју прву гитару у седмој години. Рани музички утицаји су му били Елвис Пресли, Литл Ричард и Лони Донеган, а касније Битлси, Ролингстонси и фолк певач Боб Дилан. Његова породица се пресељавала у разним насељима Енглеске. 1962. године, породица се пресељава у родни град Норманове мајке, Бредфорд. У дванаестој години, кренуо је у гимназију „Свети Бид”, где је упознао Алана Сајлсона и Терија Јутлија, будуће чланове групе Smokie.
Године 1964. Крис Норман постаје члан групе Smokie, а 1986. се посвећује соло каријери.

## Дискографија

### Студијски албуми
- 1982: Rock Away Your Teardrops
- 1986: Some Hearts Are Diamonds
- 1987: Different Shades
- 1988: Hits from the Heart
- 1989: Break the Ice
- 1991: The Interchange
- 1992: The Growing Years
- 1993: Jealous Heart
- 1994: The Album
- 1994: Screaming Love Album
- 1995: Every Little Thing
- 1995: Reflections
- 1997: Into the Night
- 1997: Christmas Together
- 1999: Full Circle
- 2000: Love Songs
- 2001: Breathe Me In
- 2003: Handmade
- 2004: Break Away
- 2005: One Acoustic Evening — CD & DVD (Live at the Private Music Club/Live in Vienna)
- 2006: Million Miles
- 2006: Coming Home
- 2007: Close Up
- 2009: The Hits! From His Smokie And Solo Years
- 2009: The Hits! Tour – Live at the Tempodrom, Berlin (Deutschland) DVD
- 2009: The Hits! Tour – Live at the Tempodrom, Berlin (Dänemark) DVD
- 2011: Time Traveller
- 2013: There And Back
- 2015: Crossover